# Albuca
Albuca é um género botânico pertencente à família Asparagaceae.